# Luciano Frosini
Luciano Frosini (La Rotta di Pontedera, Toscana, 14 de desembre de 1927 - Follonica, 16 de juny de 2017) va ser un ciclista italià, que fou professional entre 1949 i 1956. La principal victòria com a professional fou una etapa al Giro d'Itàlia de 1951.

## Palmarès
- 1948
  - 1r al Giro del Casentino
  - 1r a la Florència-Viareggio
  - Vencedor d'una etapa al Giro de la Pulla i Lucania
- 1949
  - 1r al Giro del Lazio
- 1950
  - 1r al Trofeo dell'U.V.I.
  - 1r al Circuit de Ceprano
- 1951
  - Vencedor d'una etapa al Giro d'Itàlia
- 1954
  - Vencedor d'una etapa al Tour d'Europa

### Resultats al Giro d'Itàlia
- 1949. 53è de la classificació general
- 1950. Abandona
- 1951. 56è de la classificació general. Vencedor d'una etapa
- 1952. 51è de la classificació general
- 1953. 49è de la classificació general
- 1954. Abandona